# Edson Aparecido de Souza
Edson Aparecido de Souza (nacido el 29 de noviembre de 1962) es un exfutbolista brasileño que se desempeñaba como centrocampista.
Jugó para clubes como el Yomiuri, Bellmare Hiratsuka y Yokogawa Electric.

## Trayectoria

### Clubes
| Club               | País  | Año         |
| ------------------ | ----- | ----------- |
| Yomiuri            | Japón | 1986 - 1990 |
| Bellmare Hiratsuka | Japón | 1990 - 1995 |
| Yokogawa Electric  | Japón | 1997 - 2000 |

## Estadística de carrera

### J. League
| Club               | Año   | J. League | J. League | Copa J. League | Copa J. League | Total | Total |
| Club               | Año   | Part.     | Goles     | Part.          | Goles          | Part. | Goles |
| ------------------ | ----- | --------- | --------- | -------------- | -------------- | ----- | ----- |
| Bellmare Hiratsuka | 1994  | 36        | 5         | 1              | 0              | 37    | 5     |
| Bellmare Hiratsuka | 1995  | 37        | 4         | -              | -              | 37    | 4     |
| Total              | Total | 73        | 9         | 1              | 0              | 74    | 9     |